# Manuel Rodríguez-Navas y Carrasco
Manuel Rodríguez-Navas y Carrasco (Puerto Real, provincia de Cádiz, España, 16 de diciembre de 1848-Madrid, 1922) fue un filólogo, romanista, lexicógrafo, traductor, pedagogo, periodista, agrónomo y político krausista y republicano español.

## Datos biográficos
Nació en Puerto Real, provincia de Cádiz, el 16 de diciembre de 1848; se educó en Jerez, al lado de sus padres, y ya desde niño se habituó a ganarse el sustento trabajando como cajista en una imprenta; estudió en Lisboa, Sevilla y Madrid. Doctor en Filosofía y Letras, participó con otros tres contendientes en la oposición a la cátedra de Metafísica de la Universidad de La Habana en 1891, pero como el presidente era un antikrausista, Marcelino Menéndez Pelayo, y Rodríguez-Navas era un seguidor de Nicolás Salmerón, cuyo periódico había dirigido, se retiró ante tal obstáculo. Esta experiencia le curó ya para siempre de pretender puestos oficiales, y ni siquiera en la Real Academia, en la que como gran filólogo podría haberse buscado padrinos y habría realizado un gran papel.
Escribió unos doscientos títulos sobre filología, pedagogía e industrias agropecuarias, entre ellos siete diccionarios, y tradujo numerosas obras del francés, inglés, alemán, italiano, latín y sánscrito; también poseía el griego y el hebreo. Fue presidente y fundador del Círculo Filológico Matritense (1885-1890), individuo de Corporaciones lingüísticas extranjeras; director del periódico La Justicia, fundado por Nicolás Salmerón y órgano de su partido, y también dirigió la revista Cultura Hispanoamericana, editada por el Centro de Cultura Hispanoamericana, donde amistó con Roberto de Galaín. Dirigió asimismo varias academias particulares de enseñanza politécnica en las que también fue profesor.[cita requerida]
Su obra más conocida como lexicógrafo fue el Diccionario General y Técnico Hispano-Americano, con más de 30 000 modismos americanos, obra ingente, considerada de las más importantes para la filología hispanoamericana, por la que es recordado aún hoy. Tradujo del latín en prosa española el De rerum natura del poeta didáctico romano epicúreo y materialista Lucrecio y a algunos otros poetas clásicos, y también textos religiosos del sánscrito, así como otras obras sobre todo del francés. Se interesó igualmente por la lengua ibérica y sus analogías con los idiomas germánicos. Escribió una gramática y una historia crítica de España, una pedagogía y numerosas obras destinadas a la enseñanza elemental. Colaboró con el gran editor y pedagogo Saturnino Calleja al componer varios manuales divulgativos sobre agronomía, agricultura y tecnología para su colección Biblioteca de Industrias Lucrativas y él mismo dirigió la Biblioteca para escuelas normales. Guía de oposiciones á escuelas elementales y de grado superior. Como literato firmaba con el sobrenombre de Savan.

### Obras filológicas
- Guía de copistas: anotaciones ortográficas, útiles para los escribientes, tipógrafos y litógrafos. Madrid: Sucesores de Escribano, 1881.
- Estudio de tecnología. Análisis etimológico de raíces, afijos y desinencias de la lengua española. Madrid: Viuda e hijos de M. Tello, 1903.
- Diccionario completo de la lengua española, Madrid, Editor Saturnino Calleja, 1906.
- Diccionario Manual de la Lengua Española. Publicado Por Saturnino Calleja... Edición Ilustrada, etc. (Reducción esmerada del Diccionario Completo de la Lengua Española del doctor M. Rodríguez-Navas.), Madrid, 1909.
- Diccionario general y técnico hispano-americano, Madrid, Cultura Hispanoamericana, 1918. 2.ª edición publicada en mismo lugar y editora 1919, 2 vols.
- Diccionario francés-español y español-francés, Madrid: Bailly-Baillière e Hijos, s. a.
- Gramática Castellana, Madrid: Tipografía Sucesores de Rivadeneyra, 1895; 2.ª ed. Madrid: Saturnino Calleja-Hermanos Herrero, 1896.
- Compendio de gramática de la lengua castellana, Madrid, Editor Saturnino Calleja.
- La evolución de la lengua española con relación a los pueblos hispanoamericanos: conferencias explicadas oralmente en el Ateneo Científico, Artístico y Literario de Madrid por Manuel Rodríguez-Navas en los días 2 y 4 de junio de 1915 [S. l.]: Oficinas del Centro de Cultura Hispanoamericana, [s. a.] (El Liberal)
- Discurso de Manuel Rodríguez-Navas: tema, Asociación de instituciones hispanoamericanas para la conservación y pureza de la lengua española. Madrid: Centro de Cultura Hispanoamericana, 1917.

### Traducciones
- El alma según las escuelas filosóficas de la India mediante traducciones directas del sánscrito, Madrid: Enrique Rubiños, 1890.
- Traduc. de Lucrecio, Naturaleza de las cosas: versión en prosa del poema "De rerum natura" Madrid: [s. n., pero Agustín Avrial], 1892; 2.ª ed. aumentada con un prólogo de Francisco Pi y Margall, Madrid: Agustín Avrial, 1893.
- Traduc. de Frantz Funck-Brentano, El proceso del collar; estudio de este interesante suceso histórico con arreglo á nuevos documentos recogidos en parte por A. Bégis, Paris, Casa editorial hispano americana, [190?].
- VV. AA., Los poetas latinos. Con 53 grabados y retratos con arreglo a documentos originales. Prólogo de Théodore Comte. Estudio del Genio Romano por Charles Simond. Versión castellana del doctor M. Rodríguez-Navas, París: Vaugirard. Louis Michaud, s. a. (circa 1915); traduce la antología hecha por Raoul Véze.
- Trad. y anot. de Polidor Willems, La Seda Artificial. Celulosa Y Fabricación de la Seda..., 1905.
- Émile Boutroux, Ciencia y religión en la filosofía contemporánea, Madrid: Librería Gutenberg de José Ruiz, 1910
- Georges Frilley, La India y la literatura sanscrita; con prólogo de E. Ledrain y un estudio acerca de La India y el Occidente por Carlos Simond, Paris: Louis-Michaud, [entre 1905-1911?]
- Charles Dickens, David Copperfield: novela, París [etc.]: Sociedad de Ediciones Louis-Michaud, [19--?].
- Georges Frilley, India sagrada (L'Inde littéraire). Ediciones Abraxas. Barcelona, 1998.Prólogo de Charles Simond. ISBN 84-89832-53-6

### Obras políticas
- La república triunfará, 1872.
- Ideas de libertad, Jerez: Imprenta calle del Nogal, 1869.

### Obras técnicas sobre agronomía, ganadería y manufacturas
- El tabaco: su cultivo, producción y comercio Bailly-Bailliere e hijos, 1905.
- Cría de gansos... Madrid: Saturnino Calleja, 1902.
- Cría de gallinas, Madrid: Saturnino Calleja, [ca. 1910].
- Cría de canarios..., Madrid: Saturnino Calleja, 1902.
- Cría de faisanes..., Madrid: Saturnino Calleja, 1902.
- Cultivo de la patata, 1902.
- Ganado lanar: especies, razas..., Madrid: Saturnino Calleja, 1902.
- Industria vinatera, 1902.
- Crustáceos y moluscos, 1902.
- Industria azucarera, 1902.
- El Arroz. Su cultivo, producción y comercio, 1905.
- Enciclopedia de viticultura Y vinicultura, 1904. -
- El Algodón. Su Cultivo, Producción Y Comercio, 1905
- Industria corchotaponera, etc., 1902.
- Industria vinatera, 1902.
- Las Féculas y sus aplicaciones. Madrid, Saturnino Calleja, 1902.
- Cultivo del azafrán, Madrid: Saturnino Calleja, 1902.
- El azafrán: su cultivo, producción y compercio. Madrid: Editorial de Bailly-Bailliere e hijos, 1905.
- El pino y sus productos, Madrid: Saturnino Calleja, 1902.
- Caballos de lujo y de carrera, 1902.
- Las flores y sus perfumes, 1902.
- Productos forestales Madrid: Saturnino Calleja, 1902.
- Productos del ganado vacuno, 1902.
- Árboles resinosos, Madrid: Saturnino Calleja, 1902.
- Palomas y tórtolas: palomas silvestres, de raza, torcaces, zuritas, monteses, mezcladas, romanas, buchonas, mensajeras, tuberculosas, volteadoras, flamenquillas, monjiles.... Madrid: Saturnino Calleja Fernández, [ca. 1890]
- Cultivo del trigo... Madrid: Saturnino Calleja, 1902.
- Toros, bueyes vacas Madrid: Saturnino Calleja, 1902.
- Peces de mar: clasificación, órganos, funciones..., Madrid: Saturnino Calleja, 1902.
- Peces de agua dulce: truchas, salmones, anguilas..., Madrid: Saturnino Calleja, 1902 (Imp. de L. Aguado).
- Explotación de vacas lecheras, 1902.
- Realización de libros..., Impr. Franco-Chilienne, 1899.

### Obras pedagógicas
- Pedagogía social, Madrid: Imprenta de Bailly-Baillière e Hijos, 1905 y ¿1930?.
- Para saberlo todo / Para recordarlo todo. Enciclopedia del siglo XX. Burgos, Hijos de Santiago Rodríguez, 1921.
- Narraciones históricas escritas para los niños. Edad Antigua, Madrid: Saturnino Calleja, 1886, 1887, 1892.
- Colección de discursos y de máximas morales. Destinada a los profesores de instrucción primaria Madrid: Librería de D. Eugenio Sobrino, 1889.
- Guía de la Primera Enseñanza: compendios de todas las asignaturas [para el segundo grado de la Instrucción primaria. (Grado elemental ó Enseñanza elemental... Madrid: S[aturnino] C[alleja] F[ernández Santos], 1901.
- Temas de estudio. Diálogos. Madrid, Imprenta de Fortanet, 1913.
- Mitología popular o Mitos religiosos del gentilismo griego y romano: brevísimo compendio, Madrid: Eugenio Sobrino, 1890.
- Albores de la enseñanza: epítomes de las asignaturas de la Primera enseñanza elemental... Madrid: Saturnino Calleja, [ca. 1900] (Imp. de Jaime Ratés)
- Alegría del hogar: historia de una niña hacendosa; libro de lectura para niñas; moral, higiene, historia patria, ciencias, gramática, urbanidad, artes, industrias, economía doméstica, cuidado de la casa, cocina, costura, lecciones de cosas, etc, Herrero Hermanos Sucesores, 1922.
- Manual de Ortografia castellana, 1884.
- Pequeño tratado de aritmética escrito para uso de los alumnos de primera enseñanza de ambos sexos, La Educación, 1890.
- Lecciones de Gramática española, Grado elemental, 1908.
- Biblioteca de enseñanza integral, 1908.
- Nociones de Geografía: escritas expresamente para uso de las señoritas, La Educación, s. a.
- Las niñas: método especial de lectura para su educación, E. Teodoro, 1900.
- Sucinta historia de España: obrita para texto en las escuelas: comprende desde los tiempos primitivos hasta nuestros días, La Educación, 1890.
- Nuevas lecciones de geometría con aplicación a la agrimensura: obrita destinada a la enseñanza de tan importante asignatura en las escuelas primarias de niños, La Educación, 1890.
- Método lógico y abreviado de lectura, José Cruzado, S. A.

### Obras históricas
- Resumen de Historia Crítica de España. Madrid: Ed. Saturnino Calleja, 1899.